# Monaster św. Michała Archanioła w Bakocie
Monaster św. Michała Archanioła – prawosławny klasztor skalny w Bakocie, funkcjonujący od końca XII do połowy XV stulecia, zachowany w ruinie.
Pierwsza pisemna wzmianka o klasztorze pochodzi z litewskiej czternastowiecznej kroniki. W miejscu tym opisano monaster jako istniejący od dawna. Radziecki badacz Tichomirow wnioskował, iż monaster został założony pod koniec XII w. na południowo-zachodnim stoku Białej Góry nad Dniestrem. W połowie kolejnego stulecia został całkowicie zniszczony razem z zamkiem, który wznosił się na jej szczycie. W II połowie XIV stulecia klasztor wznowił działalność i przetrwał około stu lat. Został ostatecznie zniszczony na skutek obsunięcia części skały, po którym zasypana została centralna część całego kompleksu razem z monasterską świątynią.
Wygląd klasztoru został zrekonstruowany dzięki badaniom archeologicznym profesora Uniwersytetu Kijowskiego, W. Antonowicza, przeprowadzonych w końcu XIX w. Monaster był dwukondygnacyjny. Wejście do klasztoru znajdowało się na szczycie Białej Góry, skąd przez wykutą w skale jaskinię można było przejść na niższy poziom, gdzie zlokalizowano rząd cel dla mnichów. W tej samej części znajdowała się dwupoziomowa cerkiew dekorowana wewnątrz freskami. Po zakończeniu badań, w 1893, dostęp do wyższego poziomu cerkwi został zamknięty. Skonstruowano natomiast kamienne schody umożliwiające wejście do części ołtarzowej świątyni. Była to cerkiew trójnawowa, podzielona wykutymi w skale filarami. Wschodnie ściany szczytowe dwóch naw bocznych kończą się otworami, które przechodzą następnie w korytarze prowadzące do grobowców mnichów – wnęk zamykanych płytami. W południowej nawie znajduje się starosłowiański napis informujący o powstaniu monasteru.
W 1893 na miejscu wejścia do monasteru została zbudowana drewniana budowla z dwuspadowym dachem. Cerkiew tę, pod wezwaniem Przemienienia Pańskiego, poświęcił biskup podolski i bracławski Dymitr. Budowla przetrwała do 1963, gdy została zniszczona.